# Hervé Doyen
Pour les articles homonymes, voir Doyen.
Hervé Doyen, né le 20 novembre 1956 à Watermael-Boitsfort, est un homme politique bruxellois, membre du Centre démocrate humaniste. Bourgmestre de Jette pendant plus de 20 ans, il enchaine également 3 mandats de député au Parlement de la Région de Bruxelles-Capitale. En mai 2022, il part à la retraite, et Claire Vandevivere prête serment comme bourgmestre.

## Biographie
Hervé Doyen est né à Watermael-Boitsfort le 20 novembre 1956. Il étudie en régendat, et donne cours de français et d'histoire dans l'enseignement secondaire jusqu'en 2000 à Laeken.
Après un mandat de vice-président du CPAS de Jette entre 1988 et 1994, il se présente aux élections communales de 1994 et devient échevin du logement de la commune de  Jette.
En novembre 1999, le bourgmestre de Jette Jean-Louis Thys meurt et Hervé Doyen lui succède . Aux élections suivantes, il est confirmé dans cette fonction, en tant que l'un des deux bourgmestres cdH sur les 19 élus en 2000 dans la Région de Bruxelles-Capitale. Il est réélu en 2006, 2012 et 2018 ; la première fois avec une avance confortable, la seconde fois avec une liste en net recul.
En 2004, il rejoint le Parlement de la Région de Bruxelles-Capitale. En 2014, il y préside la commission Environnement et fait partie de la commission Infrastructure.
Lors des élections législatives fédérales belges de 2007, il est candidat dans la circonscription de Bruxelles-Hal-Vilvorde comme suppléant sur la liste cdH.
En mai 2022, il part à la retraite, et Claire Vandevivere prête serment comme bourgmestre.

## Prises de position
Au sein du parlement de la Région de Bruxelles-Capitale, Hervé Doyen se montre favorable à la mise en commun des moyens communaux pour le financement des cultes, au vu des inégalités disparates, prenant pour exemple que dans sa commune de Jette, certaines fabriques d'Église sont bénéficiaires et d'autres déficitaires (Courrier hebdomadaire n° 1968, par C. Sägesser, 51 p., 2007),.

## Poursuites judiciaires
Hervé Doyen (Les Engagés), ancien bourgmestre de la commune bruxelloise de Jette retraité en 2020, est suspecté de faux, d’avoir falsifié la chronologie de la présence d’amiante, substance cancérigène, dans l’école communale Aurore, relate la DH, précisant que l’ex-secrétaire communal Paul Empain et l’ancien directeur des travaux communaux Eric J. sont aussi poursuivis,.
Le procureur du Roi demande à la chambre du conseil de Bruxelles de renvoyer devant le tribunal correctionnel, notamment pour faux par fonctionnaire, le bourgmestre retraité. Il est question de faux et de falsification de documents administratifs.